# Conognatha impressipennis
Conognatha impressipennis es una especie de escarabajo del género Conognatha, familia Buprestidae. Fue descrita científicamente por Saunders en 1871.